# 歌川芳盛 (2代目)
二代目 歌川芳盛（にだいめ うたがわ よしもり、安政元年（1864年）4月 ‐ 没年不明）とは、江戸時代末期から明治時代にかけての浮世絵師。

## 来歴
初代歌川芳盛の門人。本姓は正木、俗称福松。初名は盛政、または芳盛斎国晴。歌川の画姓を称し一光斎と号す。下谷車坂、後に浅草千束町二丁目に住む。慶応2年（1866年）初代芳盛の門に入り絵を学ひ、明治13年（1880年）2月に二代目芳盛を襲名した。作画期は明治20年代の頃で、浅草公園常盤座の看板絵も描いたと伝わる。

## 作品
- 「吾妻新橋金龍山真景及ヒ木造富士山縦覧総而浅草繁栄之全図」　大判錦絵3枚続　江戸東京博物館所蔵　※明治20年
- 「伏見街地震夜話」　大判錦絵3枚続　国立劇場所蔵　※明治24年10月、東京市村座『伏見街地震夜話』より。三代目歌川国貞との合作、「補助芳盛画」の落款